# Castilleja holmgrenii
Castilleja holmgrenii là loài thực vật có hoa thuộc họ Cỏ chổi. Loài này được J.M.Egger mô tả khoa học đầu tiên năm 2002.